# 6 (číslo)
Šest je přirozené číslo, které následuje po číslu pět a předchází číslu sedm. Římské číslice jsou VI. Řecké číslice jsou ϝʹ (digama) nebo ϛʹ (stigma). Tutéž číselnou hodnotu má i hebrejské písmeno vav. Archaické označení pro množství 6 je půltucet, tedy polovina tuctu.

## Matematika
Šestka je druhé nejmenší složené číslo. Jeho celočíselnými děliteli jsou čísla 1, 2 a 3. Protože číslo 6 je součtem těchto dělitelů, je šestka dokonalé číslo. Další dokonalé číslo je 28.
Protože všechna sudá dokonalá čísla jsou šestiúhelníková, je šestiúhelníkové číslo také 6.
Šest stejných mincí může být položeno kolem centrální mince stejného průměru tak, že každá mince se dotýká centrální mince a zároveň se dotýká dvou svých sousedů bez toho, aby vznikla jakákoliv mezera. Sedm mincí takto uspořádat nelze.
Šestistranný mnohoúhelník se nazývá hexagon. 

## Počet
- Počet hran standardní matice a šroubu
- Počet strun na standardní kytaře.
- Počet otvorů nebo klapek na mnoha dechových nástrojích
- Počet stěn standardní hrací kostky; též nejvyšší možná hozená hodnota (šestka)
- Protonové číslo uhlíku, vyjadřující počet protonů v jádru atomu tím i pořadí v periodické tabulce prvků
- Počet známých kvarků
- Počet známých leptonů
- Počet členů základní sestavy volejbalového týmu
- Počet vítězných her v tenisu nutných jako minimum pro vítězství v jednom setu
- Počet cípů Davidovy hvězdy
- Počet cípů hexagramu
- Počet vrcholů hexagonu
- Počet pracovních dnů v týdnu podle biblické knihy Genesis a potažmo podle židovského a křesťanského kalendáře
- Počet džbánů na svatbě v Kání
- Počet křídel serafů, počet křídel kenaanského boha El a některých dalších staroorientálních božstev
- Počet končetin starobabylonských cherubů
- Počet prstů na končetině v případě jedné z nejběžnějších forem polydaktylie, šestiprstosti, v orientálních mýtech i ve sci-fi literatuře spojované s božskými či mimozemskými rasami, v teoriích též se vznikem sumerské dvanáctkové soustavy
- Zdvojená trojka (např. v symbolice šestihlavé divoké ovce v hymnu mezopotamského vládce Gudey, či v hexagramu, kde často znázorňuje propojení či prolínání dvou principů)
- Rozpůlená či přelomená dvanáctka, odtud i 666 jako neblahé číslo, resp. číslo šelmy

## Kultura

### Filmy a knihy
- Šest pohřbů a jedna svatba – americký film z roku 1998
- Šest dní, sedm nocí – americký romantický film
- Šest medvědů s Cibulkou – česká filmová komedie
- Velká šestka (kniha) – kniha Arthura Ransoma
- Velká šestka (film) – film Walt Disney Animation Studios z roku 2014

### Uskupení
- F. Šestka – filmová šestka, skupina filmařů pracující pro Zlínské studio FAB
- Pařížská šestka – skupina francouzských skladatelů (Georges Auric, Louis Durey, Arthur Honegger, Darius Milhaud, Francis Poulenc a Germaine Tailleferre), jejichž hudba je považována za vzdor proti wagnerismu a impresionismu.
- Šestka (seskupení) – společnost historiků umění ve 20. letech 20. století v Praze (Vojtěch Birnbaum, Josef Cibulka, Antonín Matějček, Jaromír Pečírka, Zdeněk Wirth, František Žákavec)

## Sport
- šestka, slangový výraz pro nerušený trestný hod z necelých 6 metrů v basketbale

## Doprava
- Linka 6

## Čas
- Završení šesté hodiny označovalo poledne v systému babylonských hodin (použitých na některých astrolábech a orlojích) a v židovském náboženském právu (Halacha) a židovských textech.

## Roky
- 6
- 6 př. n. l.